# 仁果乡 (甘孜县)
仁果乡，是中华人民共和国四川省甘孜藏族自治州甘孜县下辖的一个乡镇级行政单位。

## 行政区划
仁果乡下辖以下地区：
俄多村、吾中村、拉尼村、洛拉村、列西村、桑都村、仁果上村和仁果下村。